# Digital intermediate
El intermediario digital (normalmente abreviado como “DI”, proveniente del inglés: “Digital Intermediate”) es el proceso de digitalizar una película para manipular el color u otras características de la imagen, y supone habitualmente el último ajuste creativo antes del estreno en cines de la película. Se distingue del telecine en que este último consiste en escanear la imagen y manipular el color, pero con la vista puesta en la distribución de la película a través del vídeo y la televisión. El digital intermediate también se hace habitualmente a una mayor resolución, y utiliza sólo herramientas digitales.

## Proceso general
El intermediario digital reemplaza o aumenta habitualmente el proceso de sincronización fotoquímica y suele ser el ajuste creativo final de una película antes de su distribución en los cines. Se distingue del procedimiento de telecine mediante el cual el metraje se escanea y el color se manipula al principio del proceso para facilitar la edición. Sin embargo, los límites entre el telecine y el intermediario digital se difuminan continuamente y, a menudo, los coloristas del mismo campo las ejecutan en el mismo hardware. Estos dos pasos suelen formar parte del proceso general de gestión del color en una película en diferentes momentos. Un intermediario digital también se realiza habitualmente a mayor resolución y con mayor fidelidad de color que las transferencias de telecine.
Aunque originalmente se utilizó para describir un proceso que comenzaba con el escaneo del metraje y terminaba con la grabación de este en película, el intermediario digital también es usado para describir la corrección de color y etalonaje digital, e incluso, el masterizado final cuando se usa una cámara digital como fuente de imagen, o cuando el metraje final no se imprime en película. Esto es debido a los recientes avances en tecnologías de cinematografía digital, y de  proyección digital que se esfuerzan para que coincida la salida nativa del película con la proyector cinematográfico de este.
En el acabado tradicional de película fotoquímica, se produce un intermediario al exponer la película al negativo original de la cámara. El intermediario se utiliza luego para producir en masa las películas que se distribuyen en los cines. El etalonaje digital se realiza variando la cantidad de luz roja, verde y azul utilizada para exponer el intermediario. Esto busca poder reemplazar o aumentar el método fotoquímico usado para crear este intermediario.
El proceso del intermediario digital utiliza herramientas digitales para calibrar el color, lo que permite un control mucho más preciso de los colores individuales y áreas de la imagen, y permite el ajuste de la estructura de la imagen (granulado, nitidez, etc.). El intermediario para la reproducción de la película se puede producir mediante un grabador de películas. El filme intermediario físico, que es resultado del proceso de grabación a veces también se denomina intermediario digital y generalmente se graba en material internegativo (IN), que es inherentemente de grano más fino que el negativo de la cámara (OCN).
Uno de los logros técnicos clave que hizo posible la transición al intermediario digital fue el uso de tablas de búsqueda en 3D, que podían usarse para imitar cómo se vería la imagen digital una vez que se imprimiera en el metraje de lanzamiento. Esto eliminó una gran cantidad de conjeturas del proceso de creación de películas y permitió una mayor libertad en el proceso de clasificación de color al tiempo que reducía los riesgos.
El máster digital se utiliza a menudo como fuente para una distribución de la película compatible con Digital Cinema Initiatives para proyección digital. Para fines de archivo, el máster digital creado durante el proceso de intermediario digital se puede grabar en separaciones muy estables de alto rango dinámico amarillo-cian-magenta (YCM) en una película en blanco y negro con una vida útil de 100 años o más. Este formato de archivo, utilizado durante mucho tiempo en la industria antes de la invención del intermediario digital, todavía proporciona un medio para archivar que es independiente de cambios en las tecnologías de grabación de datos digitales y los formatos de archivo que, de otro modo, podrían hacer que el material archivado digitalmente sea ilegible a largo plazo.

## Historia
Las herramientas de Telecine para capturar imágenes electrónicamente de películas son casi tan antiguas como las retransmisiones televisivas, pero las imágenes resultantes se consideraron en general inadecuadas para exponerlas de vuelta en película para su distribución en salas. Los escáneres y grabadores de películas con la calidad suficiente para producir imágenes que pudieran cortarse con películas normales comenzaron a aparecer en la década de 1970´s, con mejoras significativas a finales de la década de 1980´s y principios de la de 1990´s. Durante este tiempo, el procesamiento digital de un largometraje completo no era práctico porque los escáneres y grabadores eran extremadamente lentos y los archivos de imagen eran demasiado grandes en comparación con la potencia informática disponible. En su lugar, se procesaron tomas individuales o secuencias cortas para efectos visuales especiales.
En 1992, el supervisor y productor de efectos visuales Chris F. Woods rompió varias "barreras tecnológicas" al crear un estudio digital con el fin de producir los efectos visuales para el lanzamiento en 1993 de la película de “Super Mario Bros. (película)”. Fue el primer proyecto de largometraje en escanear digitalmente un gran número de placas VFX (más de 700) a una resolución de 2K. También fue la primera película escaneada y grabada en la recién inaugurada instalación “Cinesite” de Kodak en Hollywood. Este estudio especializado en proyectos fue el primer largometraje en utilizar los sistemas Flame e Inferno de Discreet Logic (ahora Autodesk), que gozaron de un predominio temprano como sistemas de composición digital de alta resolución/alto rendimiento.
La composición digital fílmica para efectos visuales se adoptó de inmediato, mientras que el uso de impresoras ópticas para VFX disminuyó con la misma rapidez. Chris Watts revolucionó aún más el proceso con el largometraje “Pleasantville (película)” de 1998, convirtiéndose en el primer supervisor de efectos visuales de “New Line Cinema” en escanear, procesar y grabar digitalmente la mayoría de los largometrajes de Hollywood de acción real. La primera película de Hollywood en utilizar un proceso de intermediario digital de principio a fin fue “O Brother, Where Art Thou?” en el 2000, mientras que en Europa fue “Chicken Run”, lanzado ese mismo año.
El proceso se impuso rápidamente a mediados de la década de 2000. Alrededor del 50% de las películas de Hollywood pasaron por un intermediario digital en 2005, aumentando a alrededor del 70% a mediados de 2007.
Esto se debe no solo a las opciones creativas adicionales que ofrece el proceso a los cineastas, sino también a la necesidad de escaneo de alta calidad y ajustes de color para producir películas para cine digital.